# ساعة بيولوجية

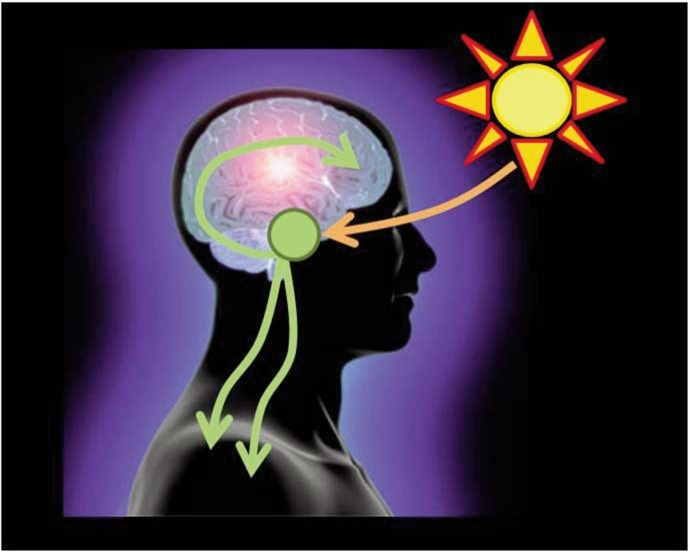
الساعة البيولوجية في قاعدة الدماغ

الساعات البيولوجية أو الساعة الحيّوية (بالإنجليزية: Biological Clock)‏ للكثير من الكائنات الحية لديها ما يعرف بالساعة الحيوية التي تنظم وقت النوم ووقت الشعور بالجوع والتغيرات في مستوى الهرمونات ودرجة الحرارة في الجسم. وتعرف التغيرات الحيوية والنفسية التي تتبع دورة الساعة الحيوية في 24 ساعة بالإيقاع اليومي وأنماطا سلوكية دورية إيقاعية (بالإنجليزية: rhythmic cycles)‏ أي تحدث عند فواصل زمنية منتظمة، تتفق غالبا مع دورة الليل والنهار، أو مع تعاقب الفصول، أو مع دورة المد والجزر، أو مع التموجات التي تحدث في العوامل البيئية مثل الضوء والحرارة والرطوبة النسبية وبالضغط الجوي؛ فالسلوك الذي يحدث يوميا يعرف بالإيقاع أو التواتر اليومي. فهناك بعض الحيوانات تكون نشيطة في أثناء النهار، وتنام في الليل. وحيوانات أخرى مثل الخفاش تنام في النهار وتصطاد في الليل. من الناحية الفسيولوجية نجد أن الإنسان في الصباح يختلف عنه في المساء، فالتنفس والنبض والنشاط الإنزيمي، وحرارة الجسم، وإفراز الهرمونات، وغيرها من العمليات الفسيولوجية كلها تختلف على مدار اليوم الواحد. 

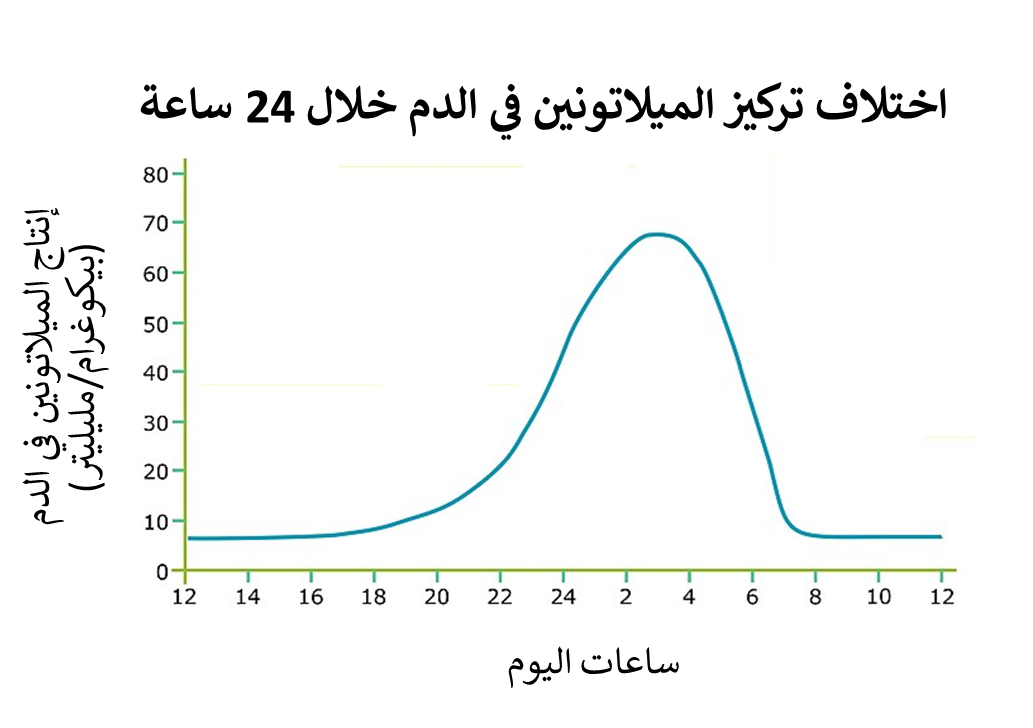
اختلاف تركيز الميلاتونين في الدم خلال 24 ساعة

وفي النبات يظهر ذلك بشكل عام في عملية البناء الضوئي.كما أن هناك أنماطا سلوكية تحدث سنويا وتعرف بالإيقاع السنوي ومثال ذلك هجرة الطيور خلال فصل الخريف. كما أن كثيرا من الحيوانات تلد في فصل الربيع.
وكما يعتقد أن التغيرات البيئية مثل قدوم الليل أو طول النهار هي التي تتحكم مباشرة في السلوك الدوري للكائنات الحية. لكن الأبحاث التي أجراها العلماء أثبتت أن السلوك الإيقاعي يستمر في الحدوث حتى في غياب المؤثرات المرتبطة بها. فحيوان السلطعون اللاهي يكون داكن اللون خلال النهار وفاتح اللون خلال الليل. ولهذا السبب استنبط العلماء أن السلوك الإيقاعي يخضع لتحكم حوافظ زمنية تُعرف بالساعات الحيوية. وهي ساعة داخلية فطرية تسير ذاتيا، لكن يعاد ضبطها بمؤثرات خارجية. فأنت مثلا إذا سافرت إلى الولايات المتحدة حيث الفرق في التوقيت 7 ـ 9 ساعات، فإنك ستجد صعوبة في أن تخلد للنوم في ليل الولايات المتحدة الأمريكية الذي يقابل نهار الكويت. حيث إن ساعتك الحيوية مضبوطة على توقيت الكويت ويستغرق الأمر بضعة أيام حتى تتعدل ساعتك الحيوية ضبط نفسها على توقيت الولايات المتحدة الأمريكية. لكن يجب أن نتذكر مرة ثانية أن الجهاز العصبي والجهاز الهرموني مشتركان في التحكم في هذه الأنماط السلوكية الإيقاعية، وتعتبر الميلاتونين من أهم هاته الهرمونات.

## الساعة الحيوية عند البشر
تعمل الساعة الحيوية عند البشر حسب جداول زمنية ضرورية للحياة وللصحة. وللبشر إيقاعات حيوية يومية، وأسبوعية، وشهرية، وسنوية. ويختلف مستوى الهرمونات والكيميائيات الأخرى في الدم على مدى هذه الفترات الزمنية. وكثير من عمليات الجسم الحيوية تتم بانتظام كل 24 ساعة وتتسق أنشطة الخلايا والغدد والكليتين والكبد والجهاز العصبي بعضها مع بعض، ومع إيقاع النهار والليل في البيئة.
يتغير المعدل الذي تتم به عمليات الجسم تدريجيًّا أثناء اليوم. وعلى سبيل المثال تختلف درجة حرارة الجسم بمقدار درجة واحدة خلال فترة الأربع والعشرين ساعة. وتبلغ درجة الحرارة أدنى مستوى لها في وقت الراحة بالليل، وترتفع في أثناء النهار، وهي الفترة النشيطة.
وتصبح ـ أنت مثلاً ـ على أكبر قدر من الوعي بنظام التوقيت الحيوي، عندما تسافر بطائرة نفاثة إلى مناطق يختلف فيها التوقيت. فإذا سافرت بالطائرة من شيكاغو إلى لندن في وقت متأخر بعد العصر، فستصل لندن وسكانها على وشك أن يبدأوا يومهم. وعلى أية حال سوف يظل نظامك التناغمي يعمل حسب توقيت شيكاغو. وحسب الوقت في لندن سوف تصاب بالأرق ليلاً، ويغلب عليك النعاس أثناء النهار. وسوف تعيد ساعتك الحيوية توقيت نفسها، ولكن ذلك يستغرق عدة أيام. وبالتالي سوف تكون وظائف جسمك خارج الإيقاع، وتهبط كفاءتك، وتشعر بالتعب. ويسمى هذا «إرهاق النفاثة» أو اضطراب الرحلات الجوية الطويلة.
ويعتقد بعض الباحثين أنه كلما تم التحكم بطريقة أفضل في معرفة الساعات الحيوية والإيقاعات الحيوية، فسوف يساعد هذا العلماء في إيجاد الطرق لاستخدام الإيقاعات لمصلحتنا. وعلى سبيل المثال، ربما يستطيع الأطباء تشخيص المرض وهو في طوره المبكر بوساطة التغير في إيقاعات الجسم. ويعتقد العلماء أن الإيقاعات الحيوية تؤثر في الوقت الذي ربما يحدث فيه المرض أو يشتد. وعلى سبيل المثال تزداد أزمات المصابين بداء الربو عند وقت النوم، وتحدث معظم نوبات الصرع في الصباح أو المساء. وتؤثر أيضًا الإيقاعات الحيوية في مدى السرعة التي يؤثر بها الدواء والفترة التي يستمر فيها التأثير. وهكذا فإن معرفة الإيقاعات الحيوية ربما تمكن الطبيب من إعطاء الدواء في الوقت الذي يزيد فيه احتمال استفادة جسم المريض منه إلى أقصى درجة ممكنة. وسوف يزيد التوسع في المعرفة العلمية للإيقاعات الحيوية من نجاحنا في اكتشاف الفضاء الخارجي والحياة فيه.

## اكتشاف مفتاح تشغيلها

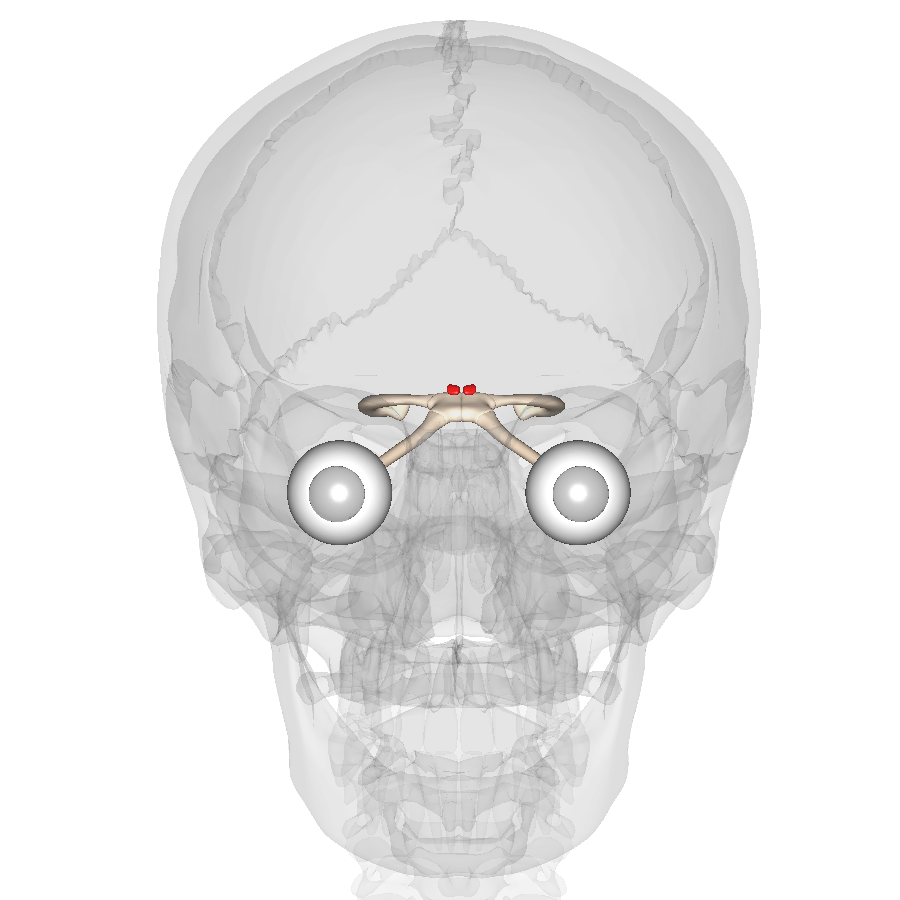
النواة فوق التصالبية البصرية (بالأحمر) ، ويعتبر ركيزة الساعة البيولوجية

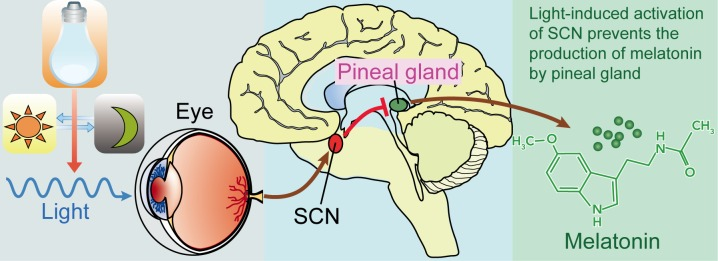
النواة فوق الصلبة تلعب دورا أساسيا في الإيقاعات الزمنية للجسم، من خلال نظام جيني داخلي

يعرف العلماء ما للساعة الحيوية من أهمية في حياتنا؛ فهي التي تنظم نوم الإنسان واستيقاظه، كما أن لها تأثيرًا في صحة الإنسان ومزاجه وأدائه في الحياة عمومًا. ولم يتمكن العلماء معرفتها لكن أخيرًا تمكن علماء بجامعة فاندربيلت من التحكم في الساعة الحيوية عند الفئران؛ فقد اكتشفوا أن الساعة الحيوية تقع في النواة فوق التصالبة بالمخ، وهي منطقة دقيقة تقع في الوطاء (هايبوسلامس). وقد استطاع العلماء تحفيز أدمغة الفئران صناعيًّا لتغيير مواعيد استيقاظها ونومها دون الحاجة إلى تغيير الضوء، فقط عن طريق تنشيط خلايا عصبية في النواة فوق التصالبية أو إيقاف نشاطها. وللوصول إلى هذا، قام العلماء بتعديل سلالتين من الفئران وراثيًّا؛ ففي السلالة الأولى خلايا عصبية على بروتينات حساسة للضوء من شأنها أن تحفز نشاط الخلية العصبية عند التعرض للضوء، وفي السلالة الثانية أدخلوا بروتينات مشابهة من شأنها أن توقف نشاط خلايا عصبية عند التعرض للضوء. بعبارة أخرى، عُدلت إحدى السلالات على أن تكون كائنات ليلية، بينما عُدلت السلالة الأخرى بحيث تكون كائنات نهارية. عندئذٍ حفز العلماء خلايا عصبية في الساعات الحيوية عند السلالتين باستخدام الليزر وألياف بصرية عبر تقنية «علم البصريات الوراثي»، وهي طريقة تُمكِّن العلماء من تنشيط خلايا عصبية أو وَقْفِ نشاطها بتسليط شعاع الضوء من الخارج. ومن خلال تقييم استجابة خلايا عصبية للضوء، تمكن العلماء من قياس المعدل الذي تنشط عنده خلايا عصبية في النواة فوق التصالبية والتحكم فيه؛ ومن ثَمَّ أمكن تغيير دوائر النوم والاستيقاظ الطبيعية في غياب الضوء. وقد اختار العلماء الفئران لأن ساعتها الحيوية تكاد تتطابق مع تلك الخاصة بالإنسان فيما عدا أنها كائنات ليلية. ويأمل العلماء الانتفاع من هذه التقنية التي تجعل الخلايا تستجيب للضوء في علاج «اضطراب الرحلات الجوية الطويلة»، والاضطراب العاطفي الموسمي، أو خلل الساعة الحيوية الناجم عن تغيُّر نوبات العمل. 

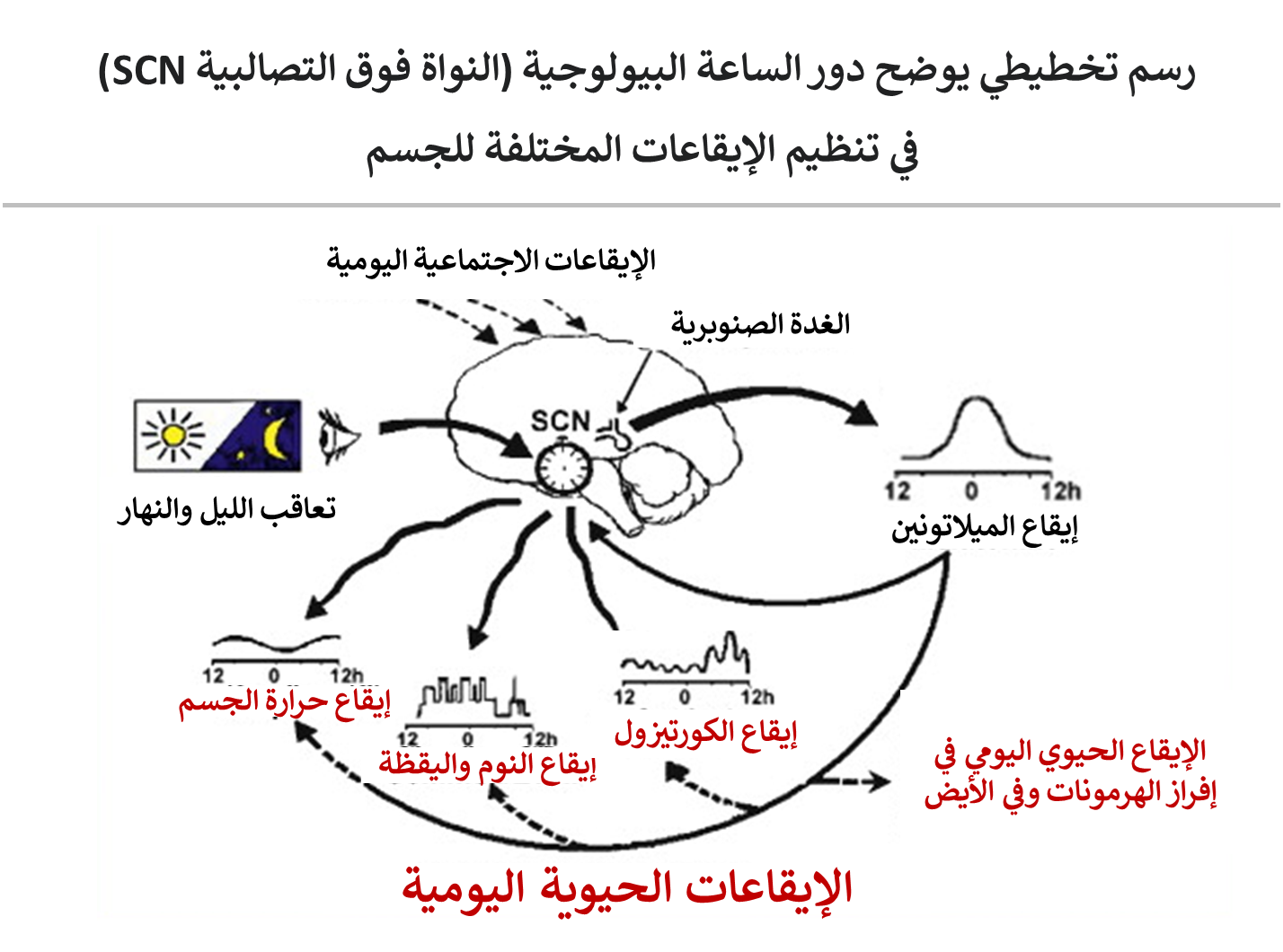
رسم تخطيطي يوضح دور الساعة البيولوجية (النواة فوق التصالبية SCN)

## الساعة البيولوجية والصحة

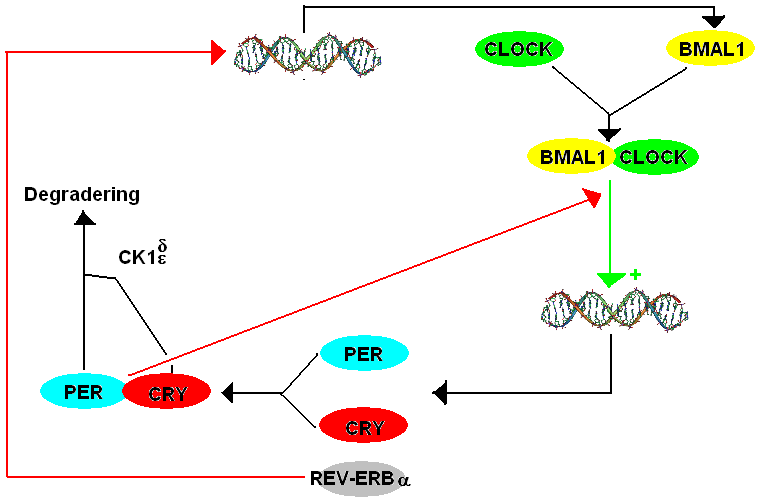
الجينات التي تتحكم في الساعة البيولوجية

مجموعة  من الأبحاث أتبثت العلاقة بين اضطراب الإيقاع اليومي والصحة الأيضية. هناك أدلة من البحوث الحيوانية والبشرية تشير إلى أن التعبير عن الجينات الأساسية للإيقاع اليومي، مثل جين دورات الإخراج الحركية اليومية (CLOCK)، وجين ARNT-Like 1 في الدماغ والعضلات (BMAL1)، والفترة (PER)، والسيبتوكروم (CRY)، تلعب دورا في تنظيم التمثيل الغذائي الخلوي. تمثل هذه الآليات اليومية مسارات مرضية فيزيولوجية محتملة تربط بين اضطراب الإيقاع اليومي والنتائج الصحية الأيضية الضارة، بما في ذلك السمنة ومتلازمة التمثيل الغذائي ومرض السكري من النوع 2، وباقي الأمراض الأيضية التي تشكل أسبابا رئيسيا للوفاة والإعاقة، بما في ذلك مرض السكري وأمراض القلب والأوعية الدموية والسرطان.
من الناعية النفسية، قد يكون اضطراب النوم والإيقاع اليومي غير الطبيعي مرتبطين ارتباطًا وثيقًا بالاضطراب ثنائي القطب. وقد أظهرت العديد من الدراسات التي تناولت اضطراب دورة النوم/الاستيقاظ، والتغيرات في الإيقاعات مثل الميلاتونين والكورتيزول، وجينات الساعة، والتفضيل اليومي، العلاقة بين الاضطراب ثنائي القطب والإيقاع اليومي.  لوحظ  مثلا تأخير في الإيقاع اليومي في نوبة الاكتئاب،  تم اقتراح اضطراب الإيقاع اليومي كعلامة مميزة للاضطراب ثنائي القطب. وقد يمثل الإيقاع اليومي المتغير آلية مرضية تساهم في نوبات المزاج.

## جائزة نوبل لأبحاث حول الساعة البيولوجية
في عام 2017 فاز ثلاثة علماء أمريكيون، وهم جيفري هال ومايكل روسباش، مايكل يونغ، بجائزة نوبل للطب بفضل إنجازاتهم في الكشف عن طريقة عمل الساعة البيولوجية في الجسم البشري.

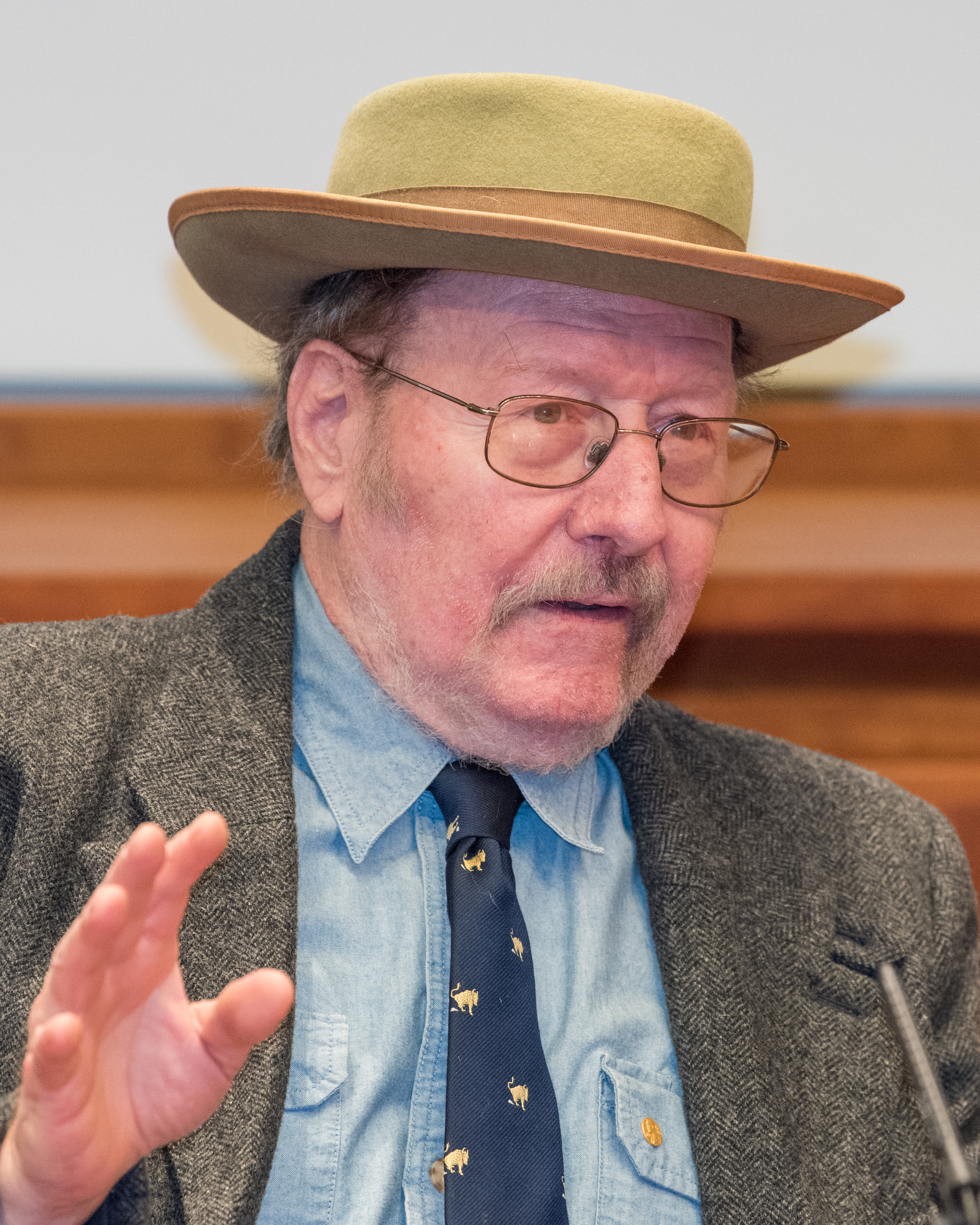
جيفري هال، جائزة نوبل للطب

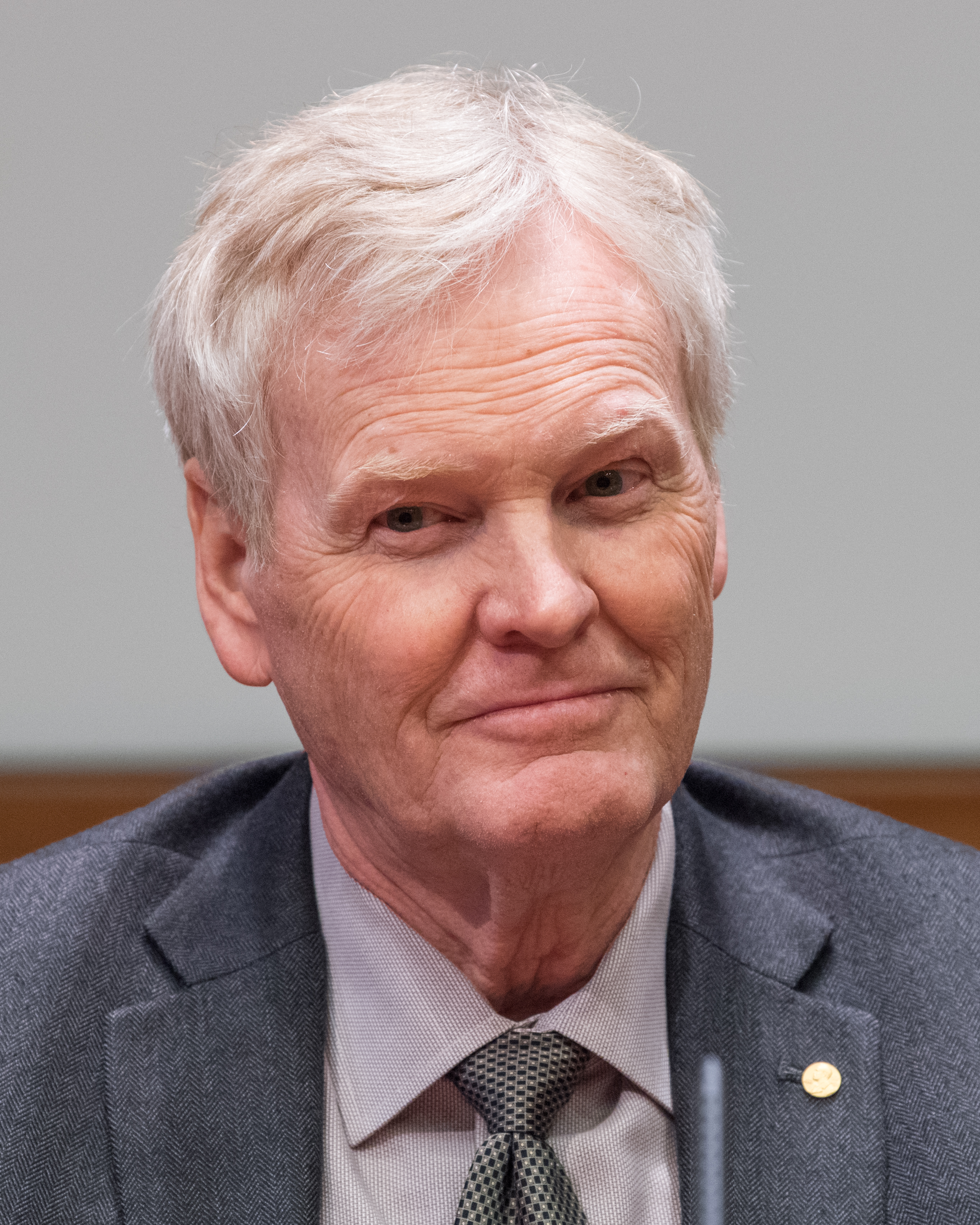
مايكل يونغ جائزة نوبل للطب

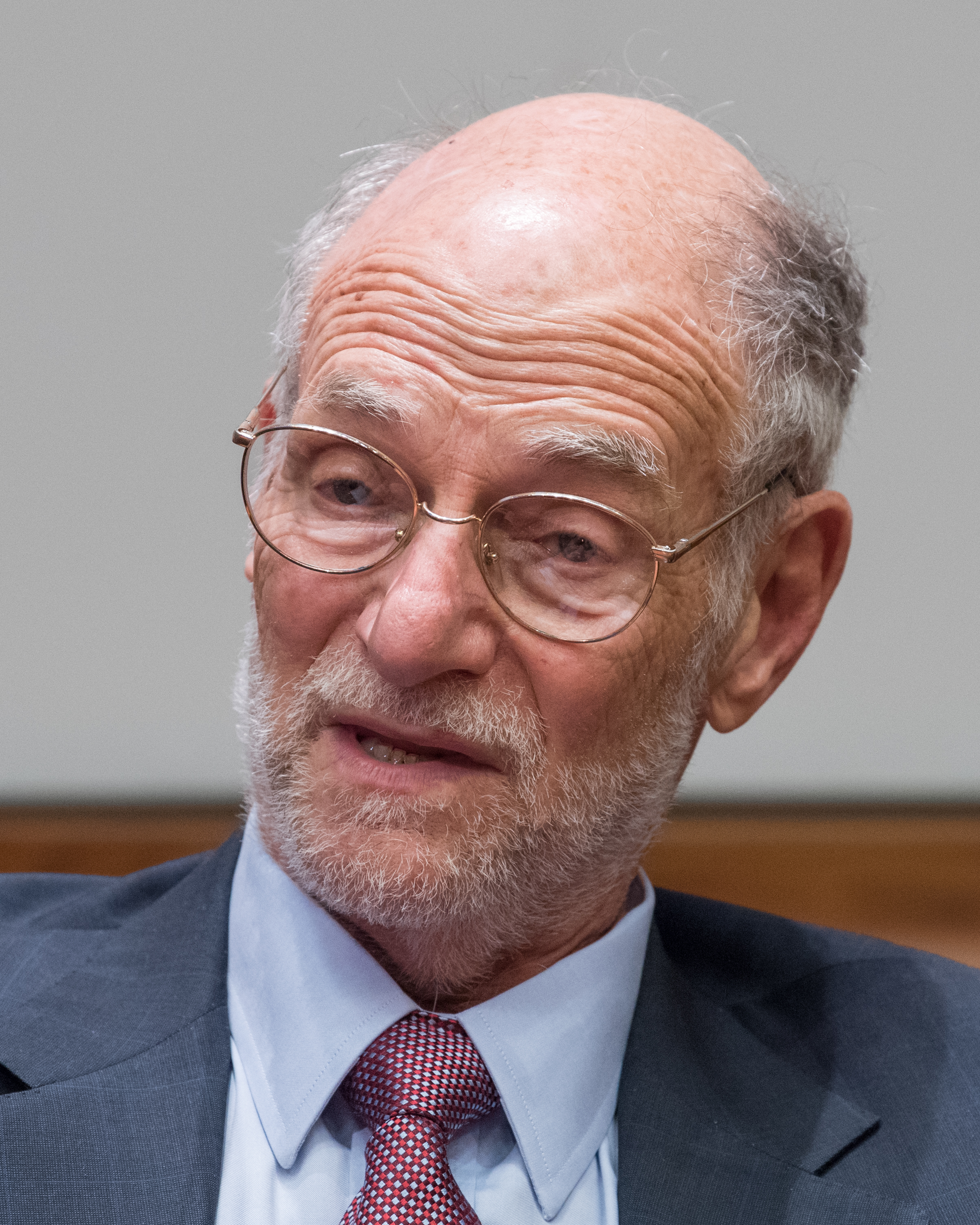
مايكل روسباش، جائزة نوبل للطب

- علاج زمني